# Kropáč (zbraň)

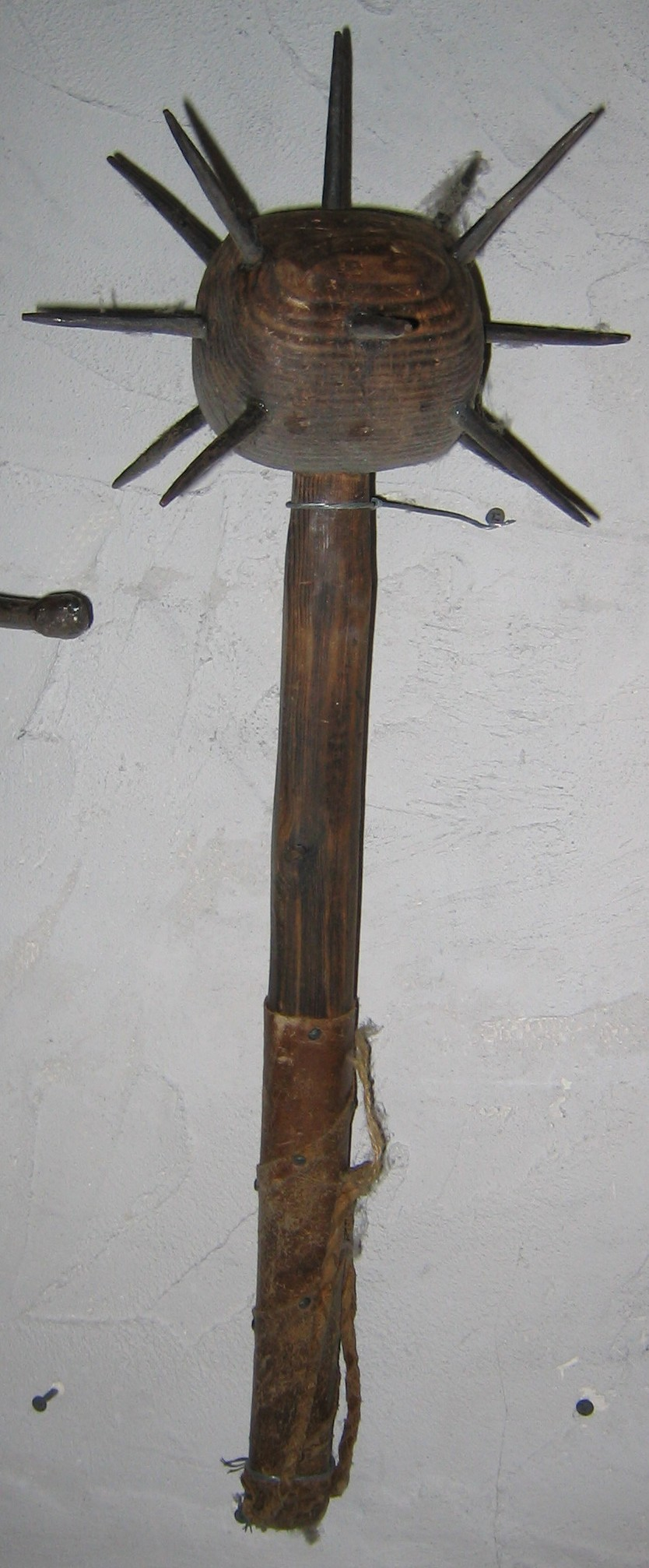
Morgenštern v muzeu v Freiburgu

Kropáč (též hvězda, morgenštern, méně obvykle jitřenka) je středověká zbraň v podobě palice s ostny. Nejčastěji má dlouhý bodec na vršku hlavy a řadu menších bodců po stranách. Existuje varianta jezdecká (jednoruční, s kratší násadou) i pěchotní (obouruční, s dlouhou násadou).
Bývá velice často označován jako řemdih (podobná, ale ne úplně stejná zbraň). Tato záměna má původ v překladu z angličtiny (morningstar), případně němčiny (morgenstern). V obou jazycích je řemdih řazen mezi vojenské cepy (military flail v angličtině a Kriegsflegel v němčině), nicméně jako morningstar / morgenstern bývá někdy označována samotná ostnatá koule na konci řetězu řemdihu. Tak často dochází k zjednodušenému označování celé zbraně tímto názvem. V Čechách obě zbraně používali hlavně husité. 